# Loris esvelt
Els loris esvelts (Loris) són els membre d'un gènere de primats de la família dels lorísids, format per només dues espècies.

## Taxonomia
Hi ha dues espècies reconegudes de loris esvelt:
- Loris esvelt gris (Loris lydekkerianus)
- Loris esvelt vermell (Loris tardigradus)

Algunes fonts només reconeixen una espècie, el loris esvelt vermell, i consideren les subespècies del loris esvelt gris com a subespècies del loris esvelt vermell.

## Descripció física
Els loris esvelts tenen la mida aproximada d'un esquirol, i uns braços i cames llargs i prims. La seva mida oscil·la entre 15 i 25 centímetres i té una curta molt curta, que queda gairebé completament oculta entre el pelatge. El seu pes varia entre 275 i 348 grams. El seu cap arrodonit està dominat per dos ulls grans i junts, de color marró, que flanquegen un nas llarg que finalitza amb un botó en forma de cor. Els ulls estan envoltats per cercles de pèl de color marró fosc o negre, mentre que el pont del nas és blanc. La seva mandíbula inferior és curta i estreta, i les orelles són grans i arrodonides.
El seu pelatge és de color marró vermellós o marró grisenc a l'esquena i d'un blanc brut al pit i al ventre. Els pèls dels avantbraços, les mans i els peus són més curts que els de la resta del cos. Els loris esvelts tenen ungles curtes en els seus dits. El segon dit de les mans i els peus és molt curt, i es mou en el mateix pla que el polze, el qual li permet agafar-se fàcilment a branques i branquetes.

## Distribució i hàbitat
Els loris esvelts es troben a les selves tropicals del sud del Sud de l'Índia i Sri Lanka. Poden viure en boscos humits i boscos secs, tant en terres baixes com en terres elevades, tot i que prefereixen les zones amb vegetació espessa i espinosa on poden fugir fàcilment dels depredadors, i trobar un gran assortiment d'insectes, la base de la seva dieta.
Loris tardigradus malabaricus és una subespècie de loris esvelt vermell que només viu a l'Índia. Les majors concentracions d'aquests loris esvelts es troben al sud-est dels Ghats de l'Índia. Els Ghats són franges estretes de boscos humits que recorren l'oest de l'Índia.

## Comportament
Els loris esvelts són animals nocturns i arboris, que passen la major part de la seva vida als arbres. Els seus moviments són lents i precisos. Els agrada moure's al llarg de la part superior de les branques. La majoria d'ells cacen en solitari o en parelles de nit, encara que es reuneixin i comparteixin els aliments. Viuen sols o amb una parella i una cria. Dormen en grups de fins a 8 individus en forats als arbres o asseguts en els angles de les branques. Són animals molt socials al vespre i l'alba, moments en què juguen, lluiten i es netegen entre ells.

### Reproducció
L'aparellament té lloc dos cop a l'any, entre l'abril i el maig i entre l'octubre i el novembre. Després d'un període de gestació d'entre 166 i 169 dies, les mares donen a llum una cria, encara que ocasionalment poden ser dues. Durant les primeres setmanes els mares porten constantment a les seves cries. Els infants s'agafen amb les quatre potes a la cintura de les mares. Després d'aquest primeres setmanes, les mares "aparquen" a les cries en una branca, mentre cerquen aliment de nit. En un principi les cries es mouen amb molt de compte pels voltants, però cap al segon mes ja es mouen amb força destresa. Els individus més madurs que comparteixen cau per dormir, de vegades els visiten de nit per jugar i menjar amb ells. Les femelles assoleixen la maduresa sexual als 10 mesos, mentre que els mascles ho fan 8 mesos més tard, als 18.
L'esperança de vida dels loris esvelts varia entre 12 i 15 anys.

### Dieta
Els loris esvelts són animals principalment insectívors. Això vol dir que la base de la seva dieta són els insectes, encara que també s'alimenten de llimacs, fulles tendres, flors, brots, i ocasionalment ous i pollets. Són tan silenciosos que poden estirar i girar els seus braços i cames sense alertar la seva presa. Els loris esvelts s'alimenten de molts insectes nocius i pudents. Els agrada particularment la Pseudomyrmex ferruginea, la qual té una mossegada que pot dormir el braç d'un ésser humà. També els agraden força els escarabats tòxics i els blatodeus.
Els loris esvelts es ruixen orina sobre les seves mans, els peus i la cara. Es creu que fan això per calmar o defensar-se de la picada d'aquests insectes tòxics.

## Amenaces
Els pobles natius de la seva àrea de distribució han cregut, des de sempre, que totes les parts del cos dels loris esvelts tenen propietats medicinals o poders màgics. Aquest fet ha contribuït enormement al declivi de les seves poblacions. A més, s'hi afegeix com a amenaça, la destrucció del seu hàbitat.
No és clar quants loris esvelts sobreviuen a la natura, ja que a causa de la seva mida petita i els seus hàbits nocturns, ha estat difícil realitzar un recompte precís. Fins fa poc, no s'havia prestat gaire atenció a la situació d'aquestes espècies, encara que recentment s'hi ha mostrat interès i s'hi han fet estudis. El govern indi té lleis que protegeixen els loris esvelts, encara que es fa difícil de mesurar la seva eficiència. A l'estat de Tamilnadu, a la regió índia de Kollimalai, es produeix la caça il·legal de loris esvelts, mentre que a Andhra Pradesh, els caçadors furtius els han posat el nom de Lilliput, i els venen com a mascotes als estrangers.